# Concordância (editoração)

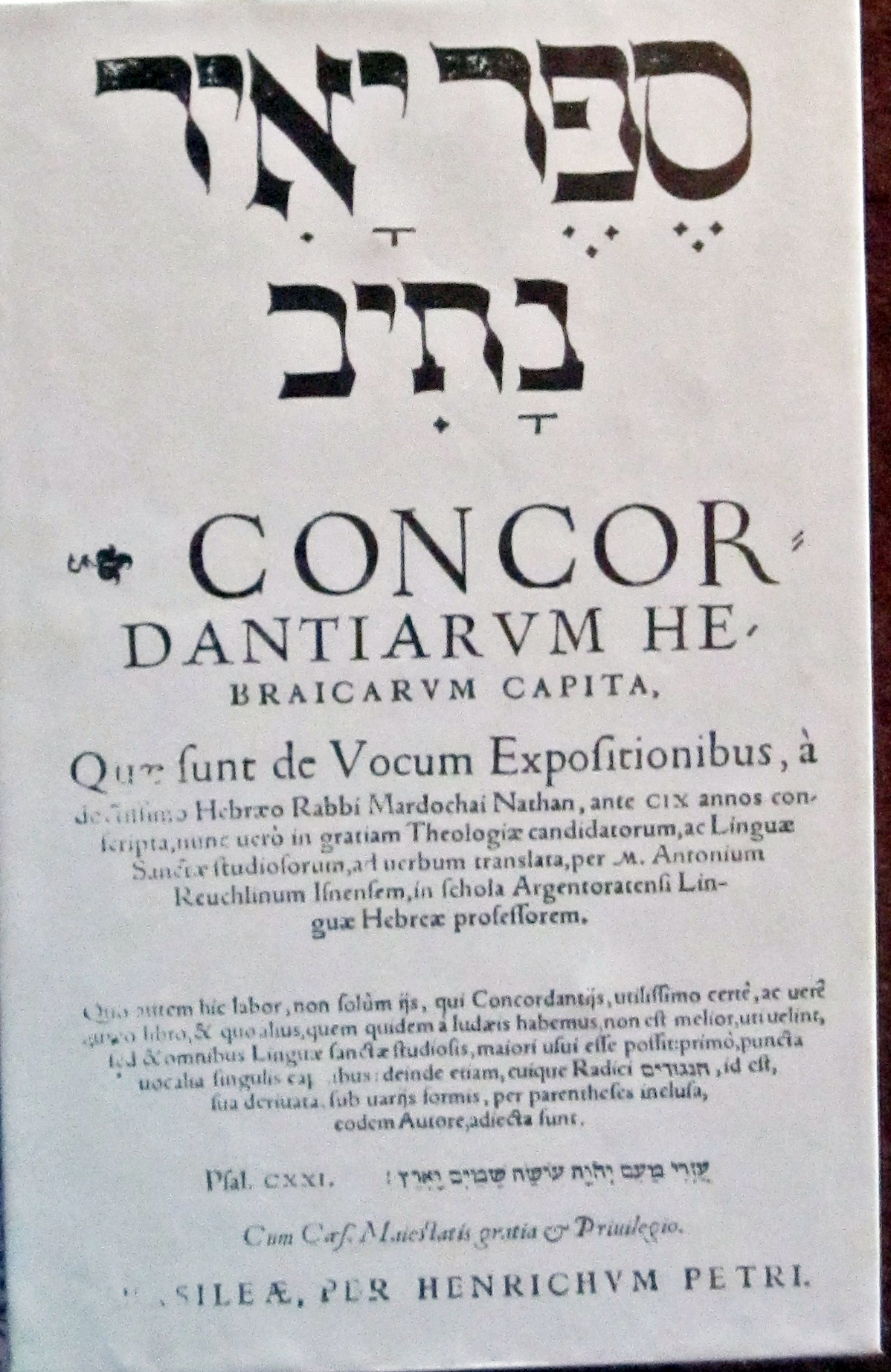
Concordância hebraico-latina da Bíblia de Mordecai.

Uma concordância, também conhecida como índice verbal, segundo a editoração, é uma lista – feita preferencialmente em ordem alfabética – usada em um livro, periódico ou qualquer outro meio de caráter editoral. Geralmente as concordâncias listam cada instância juntamente com o contexto geral de cada uma das palavras citadas; as mesmas geralmente podem ser de difícil interpretação para o leitor. As concordâncias são compiladas apenas para trabalhos de especial importância como por exemplo no Vedas, na Bíblia, no Alcorão e também nas obras de Shakespeare, James Joyce e outros autores clássicos latinos e gregos, por exemplo.
Uma concordância não deve ser confundida com um índice, por exemplo, que contenha informações adicionais como comentários, definições ou indexação cruzada.
Na era pré-computação, pesquisas digitais não existiam, sendo assim as concordâncias ofereciam aos leitores de longas obras como por exemplo livros sagrados, o equivalente aos resultados de uma pesquisa na internet nos dias atuais.

## Uso na linguística
As concordâncias são frequentemente usadas na linguística, ao estudar um texto. Por exemplo:
- Comparando diferentes usos da mesma palavra;
- Analisando palavras-chave;
- Analisando a frequência das palavras;
- Encontrando e analisando frases e expressões idiomáticas;
- Criação de índices e listas de palavras (também útil para publicação).[3][4]

### Condordâncias religiosas
- Concordance thématique (clerus.org)